# Otto von Guggenberg (Politiker, 1848)
Otto von Guggenberg zu Riedhofen (* 30. April 1848 in Brixen; † 10. Jänner 1914 ebenda) war ein Tiroler Politiker und Arzt.

## Biographie

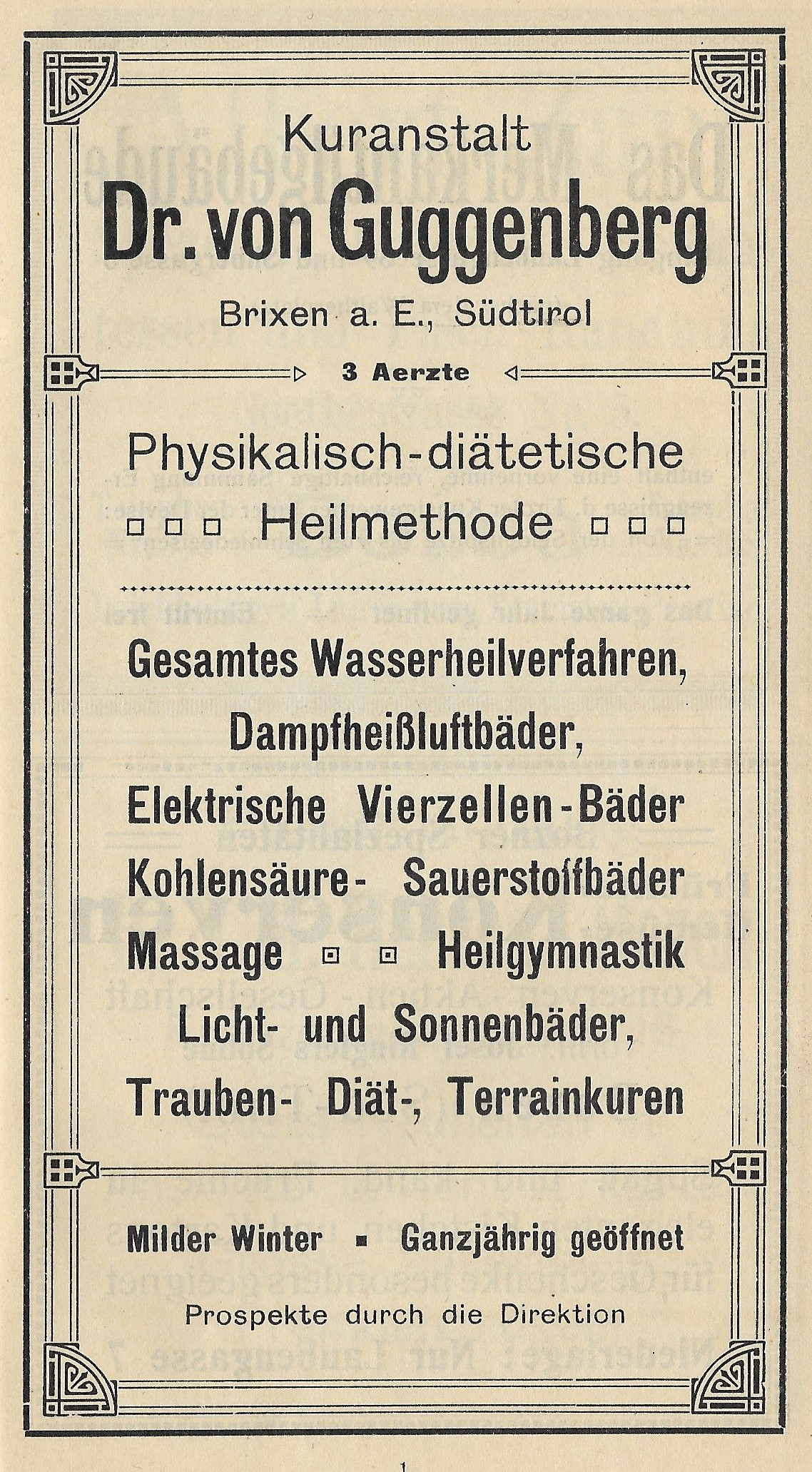
Werbung für die Kuranstalt Guggenberg im Pharus-Plan für Bozen-Gries von ca. 1910

Der Sohn eines Bezirksarztes studierte an der Universität Wien Medizin. 1873 erlangte von Guggenberg seine Promotion. Nach klinischen Ausbildungen in Wien und Berlin diente er als Regimentsarzt bei den Tiroler Landesschützen, praktizierte in Bodenbach an der Elbe und war als Kurarzt in Böhmen tätig. Anschließend kehrte er nach Tirol zurück, wo er zunächst in Meran und Brennerbad arbeitete. 1890 gründete er – nach dem Vorbild Sebastian Kneipps – eine Wasserheilanstalt in Brixen, mit der er eine beträchtliche Zahl an Kurgästen in seine Heimatstadt locken und dem Tourismus einen frühen Aufschwung verschaffen konnte. Die Kneippsche Heilanstalt wurde in den 1950er Jahren von den Ärzten Hans von Guggenberg (Kneipparzt) und Markus von Guggenberg (Facharzt für Magen-, Darm-, Stoffwechselkrankheiten) als Sanatorium Kuranstalt Dr. v. Guggenberg weitergeführt.
Neben seiner beruflichen Tätigkeit als Arzt war Otto von Guggenberg, einer der Mitbegründer der Christlichsozialen Partei in Tirol, auch politisch aktiv. 1894 wurde er erstmals in den Brixner Gemeinderat gewählt. Von 1904 bis 1913 amtierte er als Bürgermeister der Stadt. Weiters war er Abgeordneter im Tiroler Landtag sowie Kulturratspräsident von Tirol.
Verheiratet war von Guggenberg mit Bertha Stark (1854–1931). Der gemeinsame, vierte Sohn Otto von Guggenberg wurde wie sein Vater Politiker.